# Rosulabryum subtomentosum
Rosulabryum subtomentosum är en bladmossart som beskrevs av Magnus Spence 1996. Rosulabryum subtomentosum ingår i släktet Rosulabryum och familjen Bryaceae. Inga underarter finns listade i Catalogue of Life.